# NGC 1496
NGC 1496 is een open sterrenhoop in het sterrenbeeld Perseus. Het hemelobject ligt 4.012 lichtjaar van de Aarde verwijderd en werd op 8 november 1831 ontdekt door de Britse astronoom John Herschel.

## Synoniemen
- C 0400+524
- OCl 396
- Cr 44
- GC 798
- h 310